# 新小川町
新小川町（しんおがわまち）は、東京都新宿区の町名。住居表示実施区域である。かつては一～三丁目が存在したが、住居表示が実施された1982年以降は「丁目」の設定がない単独町名となっている。

## 地理
新宿区の北東角に位置し、南北に長い長方形をしている。北と東は神田川に面し対岸の文京区と5つの橋で通じる。南は新宿区下宮比町・津久戸町・筑土八幡町に、西は新宿区東五軒町に接する。神田川沿いの平地でほとんど坂はない。また川沿いの地所は護岸よりも低いため、分水路が整備された1990年頃までは集中豪雨の度に床下・床上浸水に悩まされた。他の牛込地域と同じくオフィスと住宅が混在し、出版・印刷関連の事業所が多い。

### 同潤会江戸川アパート
1934年（昭和9年）同潤会によって町内北東部に江戸川アパートメントが建てられた。これは同潤会アパートの集大成とも言うべき豪華・大規模なもので、エレベーターやセントラルヒーティング・娯楽室・理髪店・共同浴場などを備えていた。当時としては最高に贅沢なこのアパートには政治家・作家・女優なども入居した。老朽化に伴い2003年（平成15年）に解体されたが、跡地に建てられたマンションにステンドグラスや階段の手摺などが再利用されている。

## 歴史

### 沿革
- 万治元年（1658年）：ここにあった白鳥池を埋め立て、千代田区神田小川町の住人を集団移住させたことからこの名がつく。その後、武家屋敷を中心に住宅街として市街化された。
- 明治11年（1878年）：東京市に15区が置かれ小石川区の一部となる。
- 明治13年（1880年）：区境が神田川に変更され牛込区の一部となる。
- 昭和22年（1947年）：周辺3区（牛込・四谷・淀橋）が合併し、新宿区が成立。
- 昭和57年（1982年）：従前の区域のまま住居表示を実施。現在の「新小川町」となる。このとき丁目界が廃され、丁目なしの新小川町となった。

## 世帯数と人口
2025年（令和7年）3月1日現在（新宿区発表）の世帯数と人口は以下の通りである。
- 世帯数 : 2,277世帯
- 人口 : 3,538人

### 人口の変遷
国勢調査による人口の推移。
| 年                 | 人口  |
| ------------------ | ----- |
| 1995年（平成7年）  | 2,090 |
| 2000年（平成12年） | 2,155 |
| 2005年（平成17年） | 2,657 |
| 2010年（平成22年） | 3,076 |
| 2015年（平成27年） | 3,234 |
| 2020年（令和2年）  | 3,607 |

### 世帯数の変遷
国勢調査による世帯数の推移。
| 年                 | 世帯数 |
| ------------------ | ------ |
| 1995年（平成7年）  | 935    |
| 2000年（平成12年） | 1,040  |
| 2005年（平成17年） | 1,540  |
| 2010年（平成22年） | 1,800  |
| 2015年（平成27年） | 1,971  |
| 2020年（令和2年）  | 2,302  |

## 学区
区立小・中学校に通う場合、学区は以下の通りとなる（2018年8月時点）。
- 区域 : 全域
  - 小学校 : 新宿区立津久戸小学校
  - 中学校 : 新宿区立牛込第三中学校

## 交通
- 鉄道：最寄り駅は飯田橋駅。JR総武線（各駅停車）・東京メトロ東西線・東京メトロ有楽町線・東京メトロ南北線・都営地下鉄大江戸線が通じ利便がよい。
- バス：都営バス飯64および上69系統の飯田橋・大曲・東五軒町、各停留所が至近。
- 車：都心部に位置するため多くの幹線道路を利用できる他、町内に首都高速5号池袋線の飯田橋ランプがある。

かつては都電の新小川町停留所が至近であり、15系統（高田馬場-茅場町）と39系統（早稲田-厩橋）が乗り入れていたが、1968（昭和43）年に廃止された。

## 事業所
2021年（令和3年）現在の経済センサス調査による事業所数と従業員数は以下の通りである。
- 事業所数 : 193事業所
- 従業員数 : 3,596人

### 事業者数の変遷
経済センサスによる事業所数の推移。
| 年                 | 事業者数 |
| ------------------ | -------- |
| 2016年（平成28年） | 169      |
| 2021年（令和3年）  | 193      |

### 従業員数の変遷
経済センサスによる従業員数の推移。
| 年                 | 従業員数 |
| ------------------ | -------- |
| 2016年（平成28年） | 3,096    |
| 2021年（令和3年）  | 3,596    |

## 施設
- 東京創元社
- 成美堂出版
- 朝倉書店
- 東京電力新小川町変電所

## 出身・ゆかりのある人物
- 青地四郎（地主、東京府多額納税者）[15] - 新小川町に居住していた[15]。
- 安部磯雄（早稲田大学教授、政治家）
- 大岡昇平（小説家）
- 久我常通（侯爵、貴族院議員）[16]
- 久我通久（名望家[17]、侯爵、元老院議官、東京府知事）
- 佐藤胖（会社役員、一級建築士） - 静岡県人で新小川町に居住していた。中川秀直の実父、中川俊直の祖父。
- 中川秀直（衆議院議員） - 科学技術庁長官、内閣官房長官等を歴任した。
- 藤田嗣治 （画家） - 新小川町の医者の家にて出生。
- 本居豊穎（名望家[17]、国学者）

## その他

### 日本郵便
- 郵便番号 : 162-0814[3]（集配局 : 牛込郵便局[18]）。